# Humorismo
Humorismo, ou humoralismo, foi uma teoria sobre a constituição e funcionamento do corpo humano adotada pelos antigos médicos e filósofos gregos e romanos. Dos avanços de Hipócrates, a teoria dos humores foi a concepção mais comum do corpo humano mantida entre os médicos europeus até o advento das pesquisas médicas modernas do século XIX.
Essencialmente, essa teoria afirmava que o corpo humano era preenchido com quatro substâncias básicas, chamadas de os quatro humores, ou humores, o quais estão balanceados quando a pessoa está saudável. Todas as doenças e inaptidões resultavam do excesso ou da deficiência de um desses quatro humores. Os quatro humores eram identificados como bílis negra, bílis amarela, fleuma e sangue. Os gregos e os romanos, e os estabelecimentos médicos posteriores da Europa Ocidental que adotavam e adaptavam a filosofia médica clássica, acreditavam que cada um desses humores poderia aumentar e diminuir no corpo, dependendo da dieta e da atividade.